# Красноярський державний університет
Красноярський державний університет (рос. Красноярский государственный университет) — класичний заклад вищої освіти в російському Красноярську, який існував з 1969 по 2006 роки.
Колишній член Асоціації класичних університетів Росії.

## Історія

### 1960-ті роки
1963 року в Красноярську було організовано філію Новосибірського державного університету, де почалася підготовка за спеціальностями «фізика», «математика» і «біофізика».
У 1966 році університет отримав новий навчальний корпус.
У 1969 році з метою підготовки фахівців для різних галузей промисловості і управління Красноярського краю, академічних інститутів Красноярського наукового центру СВ РАН і в цілому системи освіти регіону на базі Красноярської філії Новосибірського державного університету і філії юридичного факультету Томського державного університету був утворений Красноярський державний університет (КрасдУ) у складі чотирьох факультетів: фізичного, математичного, біолого-хімічного та юридичного
.

### 1970-ті роки
У 1972 році Красноярський університет випустий власну газету — «Університетське життя».
У 1974 році в університеті було створено факультет суспільних професій з відділеннями: лекторске, соціальне, бібліотечне, теорія і практика піонерської роботи, журналістика, художня словесність.
У1976 році в університеті відкрита Крайова річна школа, створена за зразком фізико-математичної школи у Новосибірську. Тоді ж Бюро Красноярського крайового комітету КПРС прийняло постанову про розвиток Красноярського університету, в тому числі про необхідність відкриття факультетів економіки та філології.
22 квітня 1977 року розпочалося будівництво нового комплексу університетських будівель, в тому числі корпусу фізичного факультету, їдальню і гуртожитків. Того ж року створена кафедра екології та відкритий Ботанічний сад, а також створена проблемна лабораторія фізіології та світлокультури рослин.
У1978 році роботу розпочав Обчислювальний центр.

### 1980-ті роки
У1980 році завершено будівництво корпусу фізичного факультету і гуртожиток № 2. Відкрита базова кафедра ЦКБ «Геофізика».
У1981 році на математичному факультеті відкрито економічне відділення, а на юридичному факультеті — філологічне. Того ж року розпочала роботу нова студентська їдальня.
У1982-1983 роках закінчено будівництво клубу самодіяльної пісні, адміністративний корпус, 3-й корпус (математичний та економічний факультети). За підсумками 1983 року університет був вперше нагороджений Почесною грамотою міністерства і увійшов до числа двадцяти кращих вузів РРФСР (з 178 вузів РРФСР).
У 1985 році здано в експлуатацію спортивний комплекс і гуртожиток № 3.
У 1986 році відкрита університетська міжвузівська поліклініка. Цього ж року введені в експлуатацію Обчислювальний центр і четвертий корпус (біолого-хімічного факультету).
У 1987 році був створений психолого-педагогічний факультет, а юридичний факультет перемістився до нового корпусу. За підсумками року Красноярський університет був нагороджений Почесною премією міністерства і увійшов в число провідних вузів республіки.
У 1988 році Крайовий комітет КПРС прийняв програму перетворення Красноярського університету в «Центр науки, культури і комуністичного виховання». Університет отримав можливість проведення крайової програми «Кадри». В університетському житті введено вільне відвідування всіх лекцій, крім естетичного циклу, фізичного виховання і практики. Того ж року відбувся поділ біолого-хімічного факультету на біологічний і хімічний факультети.

### 1990-ті роки
У 1990 році для «розробки високоефективних способів одержання особливо чистих металів, напівпровідникових матеріалів і засобів телекомунікацій на основі новітніх технологій» створено Науково-дослідний інженерний центр «Кристал».
У 1991 році в Красноярському університеті навчалося понад 3,5 тисячі студентів.
У 1992 році відкрито спеціальність «соціальний працівник». Також в цьому році здано в експлуатацію гуртожиток № 4 і створено Асоціацію студентів-фізиків (АСФ).
У 1994 році налагоджено співпрацю із зарубіжними університетами.
У 1995 році створено факультет фізичної культури і спорту.
У 1996 році відкрито факультет сучасних іноземних мов.
У 1998 році Красноярський університет разом з Московським університетом вперше в Росії відкрили новий напрямок з підготовки студентів за спеціальністю «хімія» з присвоєнням кваліфікації «Хімік. Матеріалознавець-дослідник».
У 1998 році відкрито Центр-Інтернет та Юридичну клініку.

### 2000-і роки
До 2005 року університет підготував понад 20 тисяч фахівців.
До 2006 року Красноярський університет готував фахівців за 13 напрямами та 42 спеціальностями. Навчання здійснювалося на 12 факультетах і 72 кафедрах.

### Реорганізація
У 2006 році розпорядженням Уряду РФ від 4 листопада 2006 року в ході приєднання до нього трьох інших вузів Красноярський державний університет був реорганізований у Сибірський федеральний університет.

## Структура
Станом на 2006 рік до складу університету входили наступні факультети:
- Біологічний
- Психолого-педагогічний
- Соціально-правовий
- Історико-філософський
- Мистецтвознавства та культурології
- Математики та інформатики
- Сучасних іноземних мов
- Фізичної культури і спорту
- Філології та журналістики
- Фізичний
- Хімічний
- Економічний
- Юридичний

### Інші підрозділи
- Вищий коледж природничих наук
- Навчально-методичний центр з програмування і нових інформаційних технологій
- Університетський центр гуманітарної освіти
- Регіональний центр вищої школи
- Науково-дослідна частина
- Галузева науково-дослідна лабораторія «космофізика»
- Науково-дослідний фізико-технічний інститут
- Науково-дослідний інженерний центр «Кристал»
- Науково-дослідний інститут прикладної та теоретичної математики
- Наукова бібліотека
- Обчислювальний центр
- Експериментальна школа «Універс» (середня школа № 106)
- Фізико-математична школа інтернат з космічної спеціальністю
- Ботанічний сад
- Видавничий центр[2].